# Asztalos Sándor (költő)
Asztalos Sándor Béla (Tiszalök, 1919. október 15. – Budapest, 1970. május 25.) költő, zenekritikus és -esztéta. Kemény Klió opera-énekesnő harmadik férje.

## Pályafutása
A Tisza István Tudományegyetem Bölcsészeti Karán 1944-ben végzett klasszika-filológia szakon. Diplomája megszerzése után ugyanitt tanársegédi állást kapott. 
1945 után a debreceni városigazgatásban kultúrtanácsnokként dolgozott. 1950-ben a Népművelési Minisztérium zenei osztályához került mint osztályvezető, s ezért Budapestre költözött. Akadályozta Bartók Béla és más modern szerzők műveinek előadását, viszont melegen üdvözölte a népieskedő új alkotásokat. 1950 végén az ELTE-n tette le doktorátusát zeneesztétikából. 1951-től a Magyar Nemzet kulturális rovatvezetője lett. 1958-ban az akkor indult Muzsika c. folyóirat főszerkesztője lett haláláig. Számos hazai és külföldi tudományos és kulturális szervezetnek tagja, illetőleg tisztviselője volt. 
Budapesten utca viseli a nevét.

## Díjai

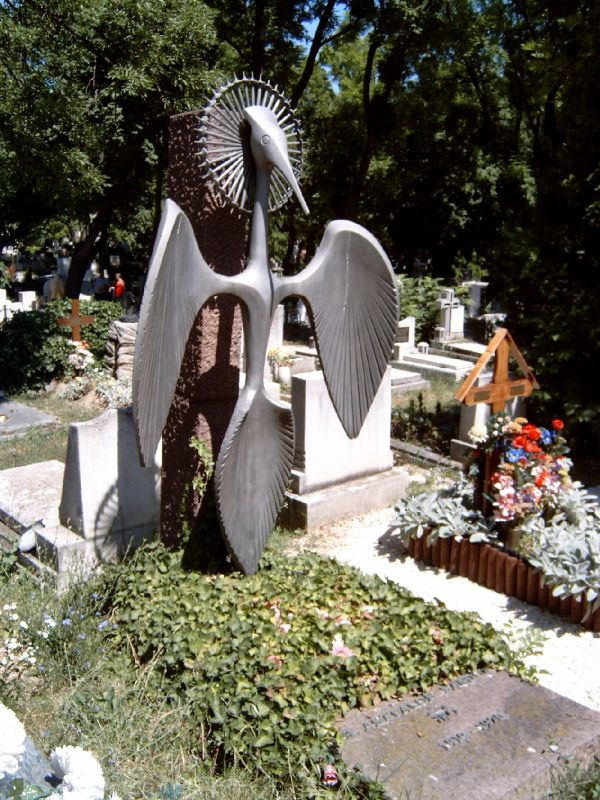
Asztalos Sándor költő, zeneesztéta sírja Budapesten. Farkasréti temető: 10/1-1-158.

1952 – József Attila-díj

## Művei
Verseket is írt.
- A debreceni kollégiumi kórus hangversenyei (Debrecen, 1947)
- A szabadságharc fővárosa, Debrecen (Szerkesztette) (Debrecen, 1948)
- Ötágú csillag, verskötet többekkel (Debrecen, 1948)
- Szabad életünk törvénye, költemény (Budapest, 1950)
- Mitra. Költemény. (Budapest, 1951)
- Winkler Dezső, Kossuth-díjas mérnök (Budapest, 1951)
- Az élet hőse. Versciklus, Budapest, 1953[5]
- Verdi. In: Muzsika, 1963. 10. sz.
- Musikliveti Ungarn. Stockholm, 1968
- Útinapló. Budapest, 1968
- Musiklivet i Ungern; Ungersk Exposé, Stockholm, 1968 (Ungersk Exposés smaskrifter)